# Serialisierbarkeit
Der Begriff Serialisierbarkeit stammt aus der Datenbanktheorie der Informatik. In Transaktionssystemen existiert ein Ausführungsplan für die parallele Ausführung mehrerer Transaktionen. Der Plan wird auch Historie genannt und gibt an, in welcher Reihenfolge die einzelnen Operationen der Transaktion ausgeführt werden. Als serialisierbar wird eine Historie bezeichnet, wenn sie zum selben Ergebnis führt wie eine nacheinander (seriell) ausgeführte Historie über dieselben Transaktionen.
Man unterscheidet Konfliktserialisierbarkeit, Sichtenserialisierbarkeit und 1-Serialisierbarkeit. Steht der Begriff Serialisierbarkeit allein, wird er meistens als Konfliktserialisierbarkeit verstanden.

## Anschauliches Beispiel
Um sich die wichtigsten Begriffe dieses Artikels anschaulich vorstellen zu können, soll folgendes Beispiel dienen:
In einer Bücherei wird ein Karteikarten-System zur Verwaltung des Bestandes an Büchern verwendet. Eine Historie bzw. eine Ausführungsreihenfolge könnte hier lauten:
1. Hake den letzten Eintrag im Feld „ausgeliehen an“ auf der Karte „Moby Dick“ ab.
2. Schreibe „Hans Meier“ in das Feld „ausgeliehen an“ auf der Karte „Moby Dick“.
3. Streiche den letzten Eintrag im Feld „Rückgabe am“ auf der Karte „Moby Dick“.
4. Schreibe „15. März 2003“ in das Feld „Rückgabe am“ auf der Karte „Moby Dick“.

Hier werden zwei Transaktionen gemischt ausgeführt. Transaktion A ist ein Rückgabevorgang und lautet:
A.1: Hake den letzten Eintrag im Feld „ausgeliehen an“ auf der Karte „Moby Dick“ ab.

A.2: Streiche den letzten Eintrag im Feld „Rückgabe am“ auf der Karte „Moby Dick“.
Transaktion B ist ein Ausleihvorgang und lautet:
B.1: Schreibe „Hans Meier“ in das Feld „ausgeliehen an“ auf der Karte „Moby Dick“.

B.2: Schreibe „15. März 2003“ in das Feld „Rückgabe am“ auf der Karte „Moby Dick“.
Die Operationen A.1 und B.1 sind konfliktär, ebenso wie die Operationen A.2 und B.2; würde man sie in vertauschter Reihenfolge ausführen, wäre das Ergebnis der Historie ein unverständliches Durcheinander. Eine Begründung lautet: Operationen A.1 und A.2 beziehen sich jeweils auf den letzten Eintrag. Welcher der letzte Eintrag ist, wird aber von den Operationen B.1 bzw. B.2 bestimmt. Wird also B.1 (B.2) vor A.1 (A.2) ausgeführt, wird ein neuer Eintrag für „Hans Meier“ hinzugefügt. Dieser Eintrag ist nun der Letzte in der Liste, entspricht aber nicht mehr dem letzten Ausleiher, sondern schon dem Neuen. Somit wird der falsche Eintrag abgehakt bzw. gestrichen.
Mit Hilfe der Konfliktserialisierbarkeit können wir die Historie darauf hin überprüfen, ob diese konfliktären Operationen in der richtigen Reihenfolge ausgeführt werden. Die Sichtenserialisierbarkeit hingegen sagt uns, dass das Ergebnis der Historie dasselbe ist, wie wenn wir nur die letztendlich sichtbaren Operationen der Transaktionen in der richtigen Reihenfolge ausgeführt hätten.
Die 1-Serialisierbarkeit stellt eine Erweiterung des Begriffs auf Mehrversionen-Historien dar. Die Verwendung einer Mehrversionen-Historie würde in diesem Beispiel bedeuten, dass bei jeder Änderung einer Bücherkarte eine neue Karte erstellt und gleichzeitig die alte Karte aufgehoben wird. Es werden dann Operationen möglich wie:
- „Lies das Feld „Autor“ der Karte „Moby Dick“ in der Kartenversion vom 17. März 1993“.

Alle Formen der Serialisierbarkeit garantieren, dass das Ergebnis einer Historie richtig ist.

## Konfliktserialisierbarkeit
Zur Überprüfung der Äquivalenz der Historien wird hier die Konfliktäquivalenz herangezogen.
- Die Bedingungen der Konfliktserialisierbarkeit lauten in Formeln:
 Sei H eine Historie, C(H) die Commit-abgeschlossene Projektion von H. H heißt genau dann konfliktserialisierbar, wenn:
 {\displaystyle \exists } serielle Historie {\displaystyle H_{s}:C(H)\equiv H_{s}}
- In Worten:
 Eine Historie H heißt genau dann konfliktserialisierbar, wenn es eine serielle Historie gibt, zu der die Commit-abgeschlossene Projektion von H konfliktäquivalent ist.

Die Commit-abgeschlossene Projektion einer Historie enthält nur noch diejenigen Transaktionen, die durch Commit abgeschlossen werden (also nicht abgebrochen werden). Diese Projektion wird im Artikel Historie näher erläutert.
Konfliktserialisierbarkeit kann mit Hilfe eines Serialisierbarkeitsgraphen getestet werden: Ist der entstehende Graph azyklisch (kreisfrei), so ist die getestete Historie serialisierbar.

## Sichtenserialisierbarkeit
Hier wird zur Überprüfung der Äquivalenz die Sichtenäquivalenz verwendet. Die Bedingungen der Sichtenserialisierbarkeit lauten – analog zu oben – 
- in Formeln:
 Sei H eine Historie, C(H) die Commit-abgeschlossene Projektion von H. H heißt genau dann sichtenserialisierbar, wenn:
 {\displaystyle \exists } serielle Historie {\displaystyle H_{s}:C(H)\equiv _{V}H_{s}}
- In Worten:
 Eine Historie H heißt genau dann sichtenserialisierbar, wenn es eine serielle Historie gibt, zu der die Commit-abgeschlossene Projektion von H sichtenäquivalent ist.

Sichtenserialisierbarkeit kann mit Hilfe eines Polygraphen getestet werden: Ist der entstehende Graph azyklisch, so ist die getestete Historie sichtenserialisierbar.

## Zusammenhang zwischen Konflikt- und Sichtenserialisierbarkeit
Die Menge aller konfliktserialisierbaren Historien bildet eine echte Untermenge der Menge aller sichtenserialisierbaren Historien. Historien, die konfliktserialisierbar sind, sind demnach automatisch auch sichtenserialisierbar. Sichtenserialisierbarkeit ist theoretisch die effektivere Form der Serialisierbarkeit, denn sie ermöglicht mehr Nebenläufigkeit und damit bessere Leistungen als Konfliktserialisierbarkeit. Das Problem dabei ist, dass der Test auf Sichtenserialisierbarkeit mit einem Polygraphen NP-vollständig ist, also extrem lange dauert. Dadurch ist eine Ausnutzung der Sichtenserialisierbarkeit praktisch nicht möglich.

## 1-Serialisierbarkeit
Die 1-Serialisierbarkeit ist eine Spezialisierung der Sichtenserialisierbarkeit auf Mehrversionen-Historien.
- In Formeln:
 Sei {\displaystyle H_{MV}} eine Mehrversionen-Historie, {\displaystyle C(H_{MV})} die Commit-abgeschlossene Projektion von {\displaystyle H_{MV}}. {\displaystyle H_{MV}} heißt genau dann 1-serialisierbar, wenn:
 {\displaystyle \exists } 1-serielle Mehrversionen-Historie {\displaystyle H_{1s,MV}:C(H_{MV})\equiv _{V}H_{1s,MV}}
- In Worten:
 Eine Mehrversionen-Historie {\displaystyle H_{MV}} heißt genau dann 1-serialisierbar, wenn es eine 1-serielle Mehrversionen-Historie gibt, zu der die Commit-abgeschlossene Projektion von {\displaystyle H_{MV}} sichtenäquivalent ist.

Prinzipiell ist die hierzu verwendete Äquivalenzrelation identisch mit der Sichtenäquivalenz, die besonderen Beschaffenheiten der Mehrversionen-Historien machen aber die Überprüfung der Gleichheit des letzten Schreibens hinfällig. Der Test, ob zwei Mehrversionen-Historien sichtenäquivalent sind, wird dadurch vereinfacht.
1-Serialisierbarkeit kann mit Hilfe eines Mehrversionen-Serialisierbarkeitsgraphen getestet werden: Ist der entstehende Graph azyklisch, so ist die getestete Historie 1-serialisierbar.

## Vergleich zwischen Sichten- und 1-Serialisierbarkeit
Ausschließlich gewöhnliche (Einversionen-)Historien können sichtenserialisierbar sein, während Mehrversionen-Historien ausschließlich 1-serialisierbar sein können. Die Grundbedeutung beider Begriffe ist – sieht man von der Form der Historie ab – identisch: „Wenn ich nur diejenigen Operationen ausführe, die das Ergebnis sichtbar beeinflussen, und das in der richtigen Reihenfolge, ist das Ergebnis korrekt“. Beide Eigenschaften bestätigen also die Korrektheit der überprüften Historie. Beide Eigenschaften werden in der Praxis kaum verwendet, da die Überprüfung über die zugehörigen Graphen extrem lange dauert.

## Datenbank-Scheduler
Ein Datenbank-Scheduler dient der Verwaltung von Schreib- und Lesezugriffen (sogenannten Operationen) auf Datenbankobjekten. Er sorgt dafür, dass keine Konflikte bei nebenläufigen Transaktionen auftreten. Transaktionen werden nach Möglichkeit parallel ausgeführt, um die Systemressourcen optimal ausnutzen zu können bzw. sie in kürzerer Zeit abzuschließen als wenn man sie nacheinander (seriell) ausführt. Dies kommt besonders bei Mehrbenutzerdatenbanken zum Tragen, da in solchen Systemen viele Datenbankzugriffe in sehr kurzer Zeit stattfinden können beispielsweise im zentralen Server einer Bank, der die Konten aller Filialen verwaltet.
Mit anderen Worten, der Scheduler ist die Komponente eines DBMS, welche die Ablaufreihenfolge (auch Schedule oder Historie genannt) der Datenzugriffe auf der Datenbank (Datenbankoperation) so konstruiert, dass sie einem bestimmten Protokoll gehorchen. Außerdem übernimmt ein Scheduler die Ablaufkontrolle. Dabei hat er die Möglichkeit eine Operation sofort auszuführen (d. h. an den Datenverwalter weitergeben), sie zu verzögern (meist realisiert über eine Warteschlange) um den Operationen andere Transaktionen den Vorzug zu geben oder sie zurückzuweisen (durch Abbruch / abort der zugehörigen Transaktion).
Ein Scheduler muss folgende Eigenschaften eines Schedules sicherstellen:
- Serialisierbarkeit
- Fehlersicherheit

### Serieller Schedule
In einem seriellen Schedule werden die enthaltenen Transaktionen strikt nacheinander ausgeführt. Ein serieller Schedule ist damit immer korrekt, weil keine Überschneidungen der Transaktionen auftreten können. Allerdings ist ein serieller Schedule auch verhältnismäßig ineffizient, weil eine Transaktion immer die Beendigung der anderen Transaktion abwarten muss und damit keine Parallelisierung ausgenutzt werden kann.
Ein Schedule wird als serialisierbar bezeichnet, wenn er äquivalent zu einem seriellen Schedule ist. Es gibt dabei folgende Äquivalenzklassen:
- Final-State-Serialisierbarkeit
 Schedules sind final-state-äquivalent, wenn ihre Operationen ausgehend von einem gleichen Anfangszustand den gleichen Endzustand erzeugen. Dabei wird die globale Konsistenz nach Ausführung aller beteiligter Transaktionen betrachtet.
 FSR (final state serializability) ist die Klasse aller final-state-serialisierbaren Historien.
- Sichten-Serialisierbarkeit
 Schedules sind sichten-äquivalent, wenn alle Transaktionen den gleichen Datenbank-Zustand 'sehen', d. h. wenn gilt: Transaktionen lesen gleiche Werte {\displaystyle \Rightarrow } sie produzieren das gleiche Ergebnis. Es wird also sowohl die globale Konsistenz nach Ausführung aller beteiligten Transaktionen als auch die lokale Konsistenz nach Ausführung jeder einzelnen Transaktion betrachtet.
 VSR (view serializability) ist die Klasse aller sichten-serialisierbaren Historien.
- Konflikt-Serialisierbarkeit
 Schedules sind konflikt-äquivalent, wenn unverträgliche Operationen in der gleichen Reihenfolge angeordnet sind.
 CSR (conflict serializability) ist die Klasse aller konflikt-serialisierbaren Historien.
- Commit-Serialisierbarkeit
 CMFSR (commit final state serializability) ist die Klasse aller commit-final-state-serialisierbaren Historien.
 CMVSR (commit view serializability) ist die Klasse aller commit-view-serialisierbaren Historien.
 CMCSR (commit conflict serializability) ist die Klasse aller commit-conflict-serialisierbaren Historien.Fehlersicherheit eines Schedules ist die Eigenschaft, dass dieser Schedule sich bei Abbruch einer oder mehreren Transaktionen genauso verhält wie ein ähnlicher Schedule, der ausschließlich die nicht abgebrochenen Transaktionen enthält.

Es gibt folgende Klassen von Schedules bzgl. der Fehlersicherheit:
- RC – recoverable. Es ist möglich, nach einer abgebrochenen Transaktion die Verarbeitung der restlichen Schedules weiterzuführen ohne Inkonsistenzen zu erhalten.
- ACA – avoids cascading abort. Geschachtelte Abbrüche werden vermieden, indem Transaktionen nur von abgeschlossenen Transaktionen lesen dürfen.
- ST – strict schedules.
- RG – rigorous schedules.